# Robots (album)
Robots è l'album di debutto del rapper italiano Giuann Shadai.
Robots è una miscela di stile, potenza e consapevolezza accumulate dall'artista nei più di dieci anni di lavoro. Nell'album si attraversano molteplici atmosfere, dal rap al reggae fino al soul, talvolta strizzando l'occhio a sonorità elettroniche.
La scelta del termine Robots è legata al fatto che l'omologazione, la routine ed il lavoro senza soddisfazioni rende automi integrati in un sistema. Giuann Shadai si definisce un “errore di sistema” e si oppone al meccanismo: la consapevolezza e la musica sono la sua strada.
Con rime mature ed incisive scandisce la vita di tutti i giorni tra lavoro e società, amore e introspezione, amicizia e risse da bar.
Attraverso le sue doti di storyteller cerca di offrire in versi racconti di toccante cronaca d'attualità o di pura finzione.
Il primo singolo estratto dall'album è Ci Si Chiama (remix assieme a Frank Siciliano e Mistaman).

## Tracce
1. Alzati  (ft. Gialloman)
2. Tornare Giù  (ft. Dj Deso)
3. Più Fuoco
4. Tra L'Ultimo Drink E Il Primo Caffè
5. Ci Si Chiama  (ft. Frank Siciliano & Mistaman)
6. Mezzo Di Sabato Mattina (Angel Eyes)
7. Non C'è  ft. Gialloman
8. Balla Bella Bimba  (ft. 21 Click, Dj Deso)
9. Oltre Il Ponte  (ft. K-Hill, Dj Deso)
10. Robots
11. Il Delitto  (ft. El Presidente)
12. Siamo Numeri  (ft. SoulDavid)
13. I Miei Tributi (ft. Ghemon Scienz, Dj Deso)
14. Chillipidichillimani  (ft. C.u.b.a. Cabbal)
15. Come Fabio G.
16. Solo Una Notte  (ft. Al Castellana)
17. Un Metodo Per Capirsi  (ft. Daker)
18. Stardust  ft. Kermit

## Collaborazioni
- Frank Siciliano
- 21 Click
- Al Castellana
- El Presidente
- Ghemon Scienz
- Mistaman
- Gialloman
- SoulDavid
- Dj Shocca
- Beat Gym Team
- K-Board
- Mace
- Mastermaind.